# Easyway
Easyway est un groupe de hardcore mélodique portugais, originaire de Setúbal. Formé en 2000, le groupe est très réputé dans la scène punk hardcore portugaise. Leurs principales influences sont Bad Religion, Metallica, Sex Pistols, et The Offspring. Ils ont déjà effectué les premières parties des concerts portugais de The Offspring, Turbonegro et The Hives. Le groupe travaille sur un album qui devrait voir le jour fin 2008 ou début 2009.

## Biographie
Le groupe est formé en 2000 à Setúbal. En 2001, le groupe entre pour la première fois en studio et enregistre une démo de sept pistes. Avec cette démo, le groupe peut entrer dans la scène underground musicale portugaise. À la fin de l'été 2001, le batteur d'origine, Rodrigo, est remplacé par Danilo Warick. Selon Danilo, les membres du groupe possède chacun des goûts musicaux différents : Miguel est axé punk hardcore et punk rock old-school, Tiago est axé grunge américain comme Silverchair, et Miguel est axé rock (Cru). Il explique également que le groupe s'inspire principalement de Metallica, Rush, Dream Theater, et Pantera.
Dans les studios OEV à Lisbonne, le groupe commence à enregistrer son premier album studio, Forever in a Day, en 2003. Après l'enregistrement, le guitariste Miguel Marques part à Los Angeles pour mixer et produire l'album avec Cameron Webb (qui avait travaillé avec Limp Bizkit, Staring Back, Social Distortion et Danzig). Entretemps, ils partent en tournée avec Lagwagon. Forever in a Day est ensuite édité en avril 2004 en Belgique, aux Pays-Bas, en Allemagne et au Danemark par Funtime Records, et plus tard au Portugal par Raging Planet, et au Brésil par Highlight Sounds avec le soutien de MTV Brésil. En février 2006, l'album entre dans le marché japonais grâce au label CR Japan. Les bons retours de l'album mènent à une tournée européenne en mars.
Le groupe annonce la sortie de son nouvel album, Laudamus Vita. The Viewer, le premier single, est un duo avec Sarah Bettens (K's Choice).

## Membres
- Tiago Afonso - chant, guitare
- Miguel Sousa -  guitare
- Miguel Marques - basse
- Danilo Warick - batterie

## Discographie
- 2004 : Forever in a Day
- 2006 : Can You Keep a Secret?
- 2010 : Laudamus Vita